# Matterfall
Matterfall es un videojuego de disparos de desplazamiento lateral de 2017 desarrollado por Housemarque y distribuido por Sony Interactive Entertainment. El juego fue lanzado para PlayStation 4 en agosto de 2017. Recibió reseñas mixtas de parte de los críticos.

## Jugabilidad
Matterfall es un juego shooter de desplazamiento lateral con elementos de plataformas. El juego está ambientado en un mundo futurista de ciencia ficción que ha sido infectado por un material alienígena conocido como «materia inteligente». El jugador toma control de Avalon Darrow quien lleva un traje de armadura de batalla. Darrow puede saltar, esquivar y destruir alienígenas. Darrow también puede crear plataformas para explorar el entorno y generar escudos para desviar los ataques de los enemigos.

## Desarrollo y lanzamiento
Matterfall fue desarrollado por Housemarque y distribuido por Sony Interactive Entertainment. El juego fue anunciado en octubre de 2015 durante la Paris Games Week. Fue lanzado para PlayStation 4 el 15 de agosto de 2017 en Norteamérica, y en Europa el día siguiente. Sony ofreció una copia de la banda sonora del juego y un tema para PlayStation 4 como incentivo de precompra para Matterfall.

## Recepción
Matterfall recibió reseñas «mixtas o medias» de parte de los críticos, de acuerdo con el sitio web agregador de reseñas Metacritic. En los premios al «mejor de 2017» de Game Informer, el juego quedó en cuarto lugar tanto para «mejor juego de Sony» como «mejor juego de acción». También fue nominado al «juego de arcade» en los premios de 2017 de The Independent Game Developers' Association, y al «diseño de control, 2D o 3D limitado» en la 17.ª edición de los Annual National Academy of Video Game Trade Reviewers Awards.